# Cytadela Autarchy
Cytadela Autarchy (ang. The Citadel of the Autarch) – powieść fantastyczna autorstwa Gene’a Wolfe’a, z 1983 roku, czwarta część cyklu Księga Nowego Słońca. Wyróżniona nagrodą Campbella oraz nominowana do Nebuli, Locusa i BSFA.

## Fabuła
Severian po starciu z Baldandersem zmierza na północ z zamiarem oddania Pazura pelerynom, mimo że klejnot został strzaskany. W trakcie podróży zostaje żołnierzem, sługą Peleryn oraz jeńcem Agii i Vodalusa.
Spotyka po raz ostatni Autarchę Wspólnoty i staje się nim. Powraca do Cytadeli i zrozumiawszy kim jest Dorcas, odnajduje jej syna i zabiera go do niej. Wybiera Valerię na swoją żonę i zasiadłszy na tronie Wspólnoty spisuje historię swej podróży - Księgę Nowego Słońca.   